# پوسیدگی چوب

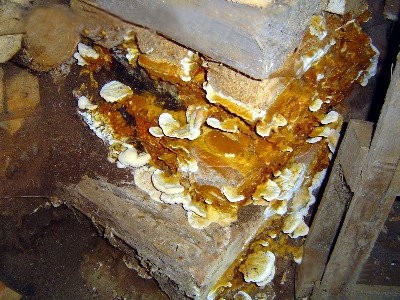
دیوار چوبی قارچ‌زده و پوسیده.

هوای مرطوب و راکد باعث رشد شماری از قارچ‌ها و این خود باعث فساد و پوسیدگی اشیاء چوبی می‌شود.
این پوسیدگی باعث می‌شود که چوب به صورت گردی مانند خاک‌اره جلوه‌گر شود.
بهترین راه مبارزه با آن دور انداختن قطعات آلوده شده به قارچ می‌باشد. در غیر این‌صورت استفاده از داروی حشره‌کش مناسب و همچنین فروبردن چوب در پارافین مذاب از راه‌های پرکاربرد هستند.
بهترین راه عملی برای آغاز کار تأمین جریان هواست تا شرایط محیط برای رشد و تکثیر قارچ نامساعد شود.
همچنین خشک کردن چوب در کوره باعث می‌شود قارچ‌ها و لارو حشرات از بین رفته و عمر چوب به میزان قابل توجهی افزایش یابد.